# Sprachdomäne
Sprachdomänen als linguistischer Begriff aus der Varietätenlinguistik und Sprachkontaktforschung meint bestimmte Bereiche, in denen Sprachen verwendet werden. Die klassischen Sprachdomänen sind Familie, Freunde, Arbeitsplatz und öffentliche Sphäre/Institutionen. Wenn der Gebrauch einer Sprache in einer Sprachgemeinschaft so geregelt ist, dass mehrere Varietäten oder Sprachen nicht in allen Situationen gleichermaßen benutzt werden, sondern bestimmten Domänen exklusiv zugeordnet sind, kommen diese Sprachen, obwohl sie in derselben Sprachgemeinschaft beheimatet sind, miteinander nur wenig in Berührung und es entsteht eine Art Arbeitsteilung der Sprachen (Diglossie).